# Tolentino
Tolentino település Olaszországban, Marche régióban, Macerata megyében. Lakosainak száma 17 872 fő (2023. január 1.). Tolentino Camporotondo di Fiastrone, Colmurano, Corridonia, Macerata, Pollenza, San Ginesio, Serrapetrona, Treia, Urbisaglia, Belforte del Chienti, San Severino Marche és Petriolo községekkel határos.

## Története
1815. május 2-án és 3-án a város közelében zajlott le a tolentinói csata, amelynek során az Elba-szigetéről visszatért Napóleon támogatására induló Joachim Murat tábornagy, nápolyi király csapatai vereséget szenvedtek a Vinzenz Ferrerius von Bianchi vezette osztrák hadtól.

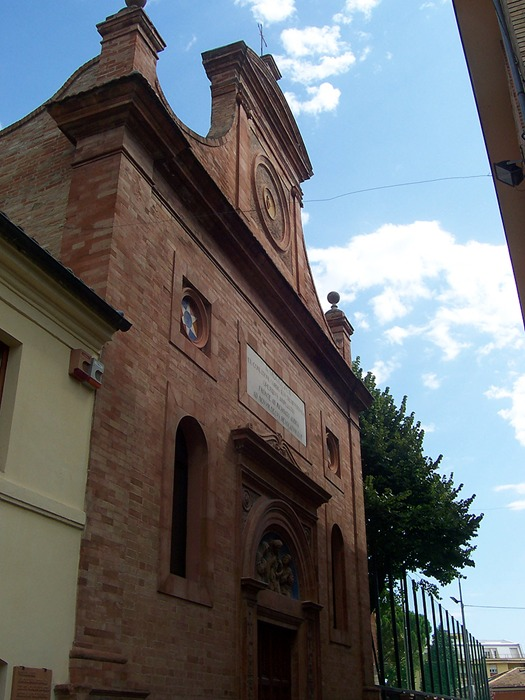
A Szent Szív-templom

A 2016. október 30-i földrengésben súlyosan megrongálódott a Szent Szív és Nursiai Szent Benedek-templom is. Andrea Carradori, a Jézus Szent Szíve Testvérület perjele levélben fordult Orbán Viktor magyar miniszterelnökhöz, segítségét kérve. A magyar kormány úgy döntött, hogy 150 millióval segíti a rekonstrukciót. A felújított templom ünnepélyes felavatására, amelyen részt vett Balog Zoltán emberierőforrás-miniszter, Soltész Miklós egyházi, nemzetiségi és civil társadalmi kapcsolatokért felelős államtitkár és Varga Lajos váci segédpüspök is, 2017. december 9-én került sor. A templomban egy olasz–magyar emléktáblát is elhelyeztek, és azt is bejelentették, hogy Nagykőrös és Tolentino testvérvárosi kapcsolatot köt.

## Népesség
A település lakossága az elmúlt években az alábbi módon változott:
| Lakosok száma | 19 831 | 19 409 | 17 872 |
|               | 2017   | 2018   | 2023   |